# Kommunikációs csatorna

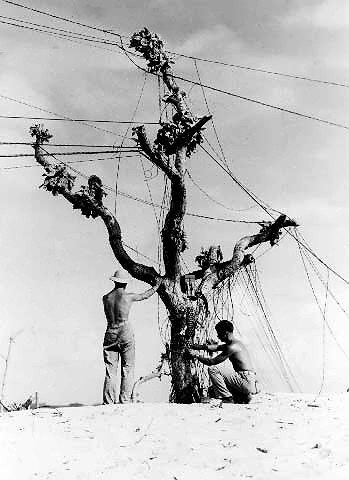

A kommunikációs csatorna arra a médiumra utal, amely az információ továbbításánál a küldő és a fogadó között az információt átviszi (vagy  továbbítja).

## Áttekintés
Egy csatorna több formában is megjelenhet.  Néhány példa a lehetséges csatornák sokféleségére:
1. Egy kapcsolat a küldő és fogadó hálózati csomópontok között az úgynevezett hurok vagy telekommunikációs áramkör.
2. Egy tároló amely a kapott vagy küldendő üzeneteket tárolja. Lásd "Aktor modell és folyamat leírás"ánál használt csatornát.
3. Egy egyszerű út vagy nyomvonal, amelyet az átviteli médium biztosít, ami vagy 
  - fizikailag elkülönített, mint például egy többeres kábel vagy
  - elektronikusan elkülönített, mint például frekvencia- vagy időosztásos multiplexelés.
4. Egy általában párhuzamosan továbbított, de egymástól elválasztott elektromos vagy elektronikus jelek továbbítására szolgáló jelzésrendszer.
5. Egy tároló médium egy része, például egy pálya vagy egy sáv, ami biztosítja adatok írását vagy olvasását.
6. A kommunikációs rendszerben egy olyan rész, ami összeköti az adat forrást az adat nyelőt.
7. Egy meghatározott rádió frekvencia vagy frekvencia sáv, amelyek kiosztását nemzetközi egyezmények szabályozzák, és valamilyen előre meghatározott betű, vagy szám, vagy kódszó alapján azonosítható (például a OIRT 1-es csatorna).
Például:
  - A Wi-Fi 1-13 nem-bérelt csatornát tartalmaz a 2412 MHz és a 2484 MHz közötti sávban, 5 MHz-es lépésekben.
  - Televíziós csatornák mint például az MTV 1 csatornája, amit az OIRT 1-es csatornáján, horizontális polarizációval, a 49,75 MHz-en sugároznak.
8. Egy szoba az Internet Relay Chat (IRC) hálózaton vagy más csevegőrendszerben, amelyben a résztvevők képesek egymással kommunikálni.

A kommunikációs csatornák a információ továbbításához – ha az lehetséges – megosztják a jellemzőiket egymással és egymás között. Az információk jelzések, jelek formájában jutnak át a csatornákon.

## Csatornamodellek
Egy csatorna fizikai viselkedése azokkal a fizikai folyamatokkal modellezhetőek, amelyek segítségével számszerűsíthető az átvitt jelekre gyakorolt hatásuk. Például, a drót nélküli átvitel esetén a környezeti tárgyakról történő visszaverődés okozta hatások modellezhetők. Véletlenszerűen kiválasztott számok hozzáadásával a fizikai modellnél a külső interfészekből származó és/vagy a elektromos vagy elektronikus zajok hatását lehet a vevőoldalon vizsgálni.
Statisztikailag a kommunikációs csatornák általában olyan 3-asokkal jellemezhetők, amelyek egy bejövő ábécéből, egy kimenő ábécéből és a ki- és bejövő elemekből alkotott párokból állnak. Minden ilyen (i, o) párhoz tartozik egy átmeneti valószínűség p(i, o). Az átmeneti valószínűség megmutatja, hogy milyen valószínűséggel lesz egy adott o szimbólumból a csatornán való áthaladás után  i szimbólum.
A statisztikai és fizikai modellezés kombinálható. Például a drót nélküli kommunikációs csatornát gyakran modellezik egy, az átvitt jel véletlenszerű csillapításával (ez a fading jelenség), amit még kiegészítenek zaj hozzáadásával is. A csillapítás jelképezi azt a fizikai folyamatot, amely hatással van a csatorna átviteli képességére és az átvihető jel szintjére (teljesítményére). Zaj a külső környezetből, az interfészekből származó elektromos és/vagy elektronikus zavarok vevő oldali torzító hatását modellezi. Ha a csillapítási paramétereket kellően komplexre választják, akkor ezzel például leírható az a folyamat, amely a jeleknek a csatornában való eltérő terjedési idejét okozza (ez az úgynevezett fáziseltolódás). A szimuláció során alkalmazott véletlenszerű csillapítás mértéke és jellemzői előzetes mérésekkel meghatározhatók.
A csatornák viselkedését szimuláló modellek folytonosak, tehát a pontosságuk nem korlátozott.
A kommunikációs csatornák vizsgálatainál diszkrét ábécéket használnak. Ez összhangban van a tényleges kommunikációs rendszerek működési elveivel, ahol általában az analóg → digitális illetve a digitális → analóg átalakítók is a rendszerhez tartoznak, és a viselkedésüket figyelembe kell venni a tervezésnél.  A matematikai modell a lehetséges bemeneti sorozatok és a kimeneti ábécé átmeneti valószínűségeinek eloszlásán alapul. Az információelméletben általában az emlékezet nélküli csatornák szerepelnek, amelyekben a kimeneti valószínűségek eloszlása csak az aktuális bemenettől függ.

## Kommunikációs csatornák típusai
- Egyirányú kommunikáció, szimplex
- Kétirányú kommunikáció, duplex

## Angol nyelvű anyagok
- C. E. Shannon, A mathematical theory of communication, Bell System Technical Journal, vol. 27, pp. 379–423 and 623–656, (July and October, 1948)
- Amin Shokrollahi, LDPC Codes: An Introduction Archiválva 2017. május 17-i dátummal a Wayback Machine-ben